# NGC 2619
NGC 2619 is een balkspiraalstelsel in het sterrenbeeld Kreeft. Het hemelobject werd op 12 maart 1785 ontdekt door de Duits-Britse astronoom William Herschel.

## Synoniemen
- UGC 4503
- MCG 5-21-2
- ZWG 150.8
- IRAS 08345+2852
- PGC 24235